# 斡亦剌歹
斡亦剌歹（？—1425年）或卫拉岱汗，瓦剌所立的蒙古君主，第25代蒙古大汗。1415年，阿鲁台袭击瓦剌，瓦剌所立的可汗答里巴、太师马哈木先后战死。马哈木的儿子脱懽拥立斡亦剌歹为汗，但他只是西蒙古的大汗，东蒙古在阿鲁台和他的大汗阿台手中。脱懽和斡亦剌歹联合明朝，打击阿鲁台。1425年，斡亦剌歹死后，阿台正式被立為新汗。
罗氏《蒙古黄金史》、善巴《阿萨拉格齐史》等蒙古文史料中的斡亦剌歹对应波斯文史料中阿里不哥的后裔卫拉岱（《突厥系谱》等书称其为明里帖木儿（Mullik Timoor）之子，二人年代相差超过百年世系应该有漏记）。而《蒙古源流》误认为此时布里牙特·乌格齐之子被立为额色库汗，蒙古史学者宝音德力根依据「额色库」有太平之意，认为额色库是明朝册封的瓦剌贤义王太平。另外根据《明实录》记载，1409年在布里牙特·乌格齐死后，瓦剌由马哈木、太平、把秃孛罗共同控制，而斡亦剌歹在1415年才继汗位，而《蒙古源流》又称15世纪初篡位的非黄金家族成员只有布里牙特·乌格齐，与额色库称汗的说法矛盾，这样看来斡亦剌歹应该是黄金家族成员，而不是出身瓦剌的太平。太平（1424年死去）和斡亦剌歹（1425年过世）死亡时间相近，也有可能导致误传斡亦剌歹为额色库（太平）。

### 引用
1. ↑  《突厥系谱》简写英译本第220页：